# Роналд Рейгън
Вижте пояснителната страница за други личности с името Роналд Рейгън.
Роналд Уилсън Рейгън (на английски: Ronald Wilson Reagan) (6 февруари 1911 – 5 юни 2004) е американски политик от Републиканската партия. Той е 33-ти губернатор на Калифорния (1967 – 1975) и 40-и президент на САЩ (1981 – 1989). Преди това е актьор, радио и телевизионен водещ и ръководител на Гилдията на киноактьорите.
Рейгън побеждава действащия президент Картър в изборите от 1980 г., като популярността му води и до спечелването на контрола в Сената от Републиканската партия, за първи път от 26 години. Администрацията му предприема много инициативи в националната политика като намаляване на данъците, намаляване на инфлацията, увеличаване на разходите за армията, увеличаване на националния дълг, временно разрешаване на проблемите на общественото осигуряване, реформиране на данъчните закони, увеличаване на разликата в благосъстоянието на отделните слоеве на населението, продължаване на дерегулацията на бизнеса, ориентиране на федералната съдебна система на дясно чрез назначения във Върховния съд и на федерално ниво. Тежкият икономически спад за периода 1981 – 1982 г. е последван от икономически бум през 1983 – 1984 г. Преди всичко неговите поддръжници твърдят, че възстановява оптимизма в американското общество след безпокойството от началото на 1980 г. Във външната политика администрацията му става известна с изпускането на контрола по време на скандала Иран-Контра и нагнетяването на напрежението със Съветския съюз по време на Студената война. Рейгън е отдаден на идеологията на капитализма и антикомунизма и се счита за основна фигура за възникването на американското консервативно движение. Той е преизбран убедително по време на изборите от 1984 г. и напуска длъжността с още по-голяма популярност. Обявен от медиите за „Великия комуникатор“ той е толкова доминираща фигура, че десетилетието на 80–те години често бива наричано „Рейгъновите осемдесет“.

## Ранни години и филмова кариера
Рейгън е роден на 6 февруари 1911 г. в апартамент в Тампико, Илинойс. Той е вторият от двамата синове на Джон Джак Рейгън (католик) и Нели Уилсън, която е от шотландско-английски произход. Преди предците на Рейгън да пристигнат в страната, тяхната фамилия се е произнасяла „Ригън“ („Regan“).
През 1920 г. след като семейството се мести от град в град, то се установява в Диксън, Илинойс. През 1927 г., на 16 години, Рейгън започва работа като спасител в Лоуъл Парк, на две мили от Диксън. Той остава на тази работа още седем години и според някои твърдения спасява 77 души от удавяне. Рейгън по-късно се шегува, че никой от тях дори не му е благодарил. Впоследствие той се гордее с тези свои постижения и показва на посетителите на Белия дом снимки на Рок Ривър.
През 1928 г. Рейгън постъпва в Еврика Колидж в Илинойс, където учи икономика и социология и завършва през 1932 г. Въпреки че получава средни оценки, там той завързва множество дълбоки приятелства. Там развива и дарбите си на разказвач и актьор. От 1932 г. до 1937 г. работи като спортен репортер в радио „Ху“ – Де Мойн, Айова.

### Холивуд
През 1937 г., когато е в Калифорния, Рейгън се явява на прослушване, което води до седемгодишен договор с Уорнър Брадърс. Ясният му глас и атлетичната му фигура го правят популярен сред зрителите. Повечето му участия са водещи мъжки роли в нискобюджетни филми, като първото му участие е през 1937 г. До края на 1939 г. участва в 19 филма. Рейгън смята за най-добро свое представяне това в „Кинг Роу“ (1942), където пресъздава образа на войник, чиито крака са ампутирани. Той използва репликата от филма „Къде е останалата част от мен?“ за заглавие на автобиографията си. Рейгън има звезда на Алеята на славата на булевард „Холивуд“.
Рейгън е зачислен към кавалерията на армията на САЩ през 1935 г. След атаката над Пърл Харбър той е върнат на служба и изпратен в киноотделението на военновъздушните сили на армията, на което е възложено да прави тренировъчни и образователни филми. Той остава в Холивуд по време на войната, като достига до чин капитан. Многократно кандидатства за бойна служба отвъд океана, но получава откази поради астигматизма му.
Рейгън се жени за актрисата Джейн Уаймън на 26 януари 1940 г. През 1941 г. им се ражда дъщеря – Морийн, през 1945 г. осиновяват сина си Майкъл. Втората дъщеря от първия брак на Рейгън – Кристин, е родена четири месеца предварително на 26 юни 1947 г. и живее само един ден. Роналд и Джейн се развеждат на 28 юни 1948 г. Рейгън е единственият президент до този момент, който е разтрогвал брака си. Той се жени повторно на 4 март 1952 г. за актрисата Нанси Дейвис. Дъщеря им Пати е родена на 21 октомври същата година. На 20 май 1958 г. се ражда и синът им Рон.
В края на 50-те ролите на Рейгън намаляват и той се премества в телевизията, като водещ и участник в шоу-програмата „Театър на Дженерал Електрик“. Той е президент на Гилдията на филмовите актьори от 1947 до 1952 г. и още веднъж от 1959 до 1960 г. Последната му голяма роля е от 1964 г. във филма „Убийците“, римейк, базиран на кратка новела на Ърнест Хемингуей.

## Ранна политическа кариера
Роналд Рейгън първоначално е демократ, подкрепящ Франклин Делано Рузвелт и Новия Курс. В края на 40–те години той е един от най-видните защитници на президента Хари С. Труман. В началото на 60–те години на ХХ в. той вече е твърд фискален и социален поддръжник на консервативните идеи. Първата му истински важна политическа длъжност е ролята му в Гилдията на филмовите актьори – профсъюзно обединение, което включва по-голямата част от холивудските актьори. Вярвайки, че Републиканската партия е по-способна да се бори с комунизма, Рейгън изоставя позицията си на ляво от центъра и дава поддръжката си за кандидатурите на Дуайт Айзенхауер през 1952 г. и през 1956 г. и за Ричард Никсън през 1960 г., макар все още да е демократ.
Наемането му от Дженерал Електрик за говорител на компанията му помага да се превърне в значима обществена личност; той пътува изключително много и е забелязан със страстните си антикомунистически речи. През 1964 г. Рейгън застава зад консервативната кандидатура на Бари Голдуотър. Речта му, предавана по телевизията, с название „Време за избор“, въодушевява консерваторите. Скоро след това няколко големи дарители на Републиканската партия го посещават и го убеждават да се кандидатира за губернаторското място на Калифорния през 1966 г. Макар и първоначално това предложение да е посрещнато със смях, Рейгън пише в своята автобиография „след много безсънни нощи, най-накрая се предадох“.

### Партийна принадлежност: От демократ към републиканец
Роналд Рейгън е добре познат като демократ преди да стане републиканец, баща му е твърд демократ. Рейгън си спомня, че той отказва да го вземе на филма „Раждането на една нация“, заради расовите стереотипи в лентата. Когато Рейгън е млад, баща му отказва да остава в някои хотели, понеже те не приемат евреи и така семейството остава да спи в колата. Бъдещият президент изнася речи в подкрепа на ФДР и Хари С. Труман. Промяната на партийната му принадлежност става по времето, когато страната се движи в обратната посока.

## Губернаторство
През 1966 г. Роналд Рейгън е избран за 33–тия губернатор на Калифорния, побеждавайки двукратния губернатор на щата Пат Браун. Преизбран е през 1970 г. срещу Джеси Ънру, но решава да не се кандидатира за трети мандат. По време на първия си мандат той замразява наемането на държавни служители, но увеличава данъците, за да балансира бюджета. По време на масови протести през 1969 г. изпраща 2200 войници от Националната гвардия в лагера на протестиращите от Калифорнийския университет, Бъркли. Рейгън дава да се разбере, че администрацията му няма да търпи и да се влияе от студентската агитация.
Рейгън се противопоставя на голям федерален проект за изграждане на язовир, който би наводнил долина със селище на индианци. По-късно Рейгън и семейството му се отправят на почивка в Сиера, на мястото, където трябва да се строи магистрала. Там той обявява, че няма да допусне построяването на съоръжението. Една от най-големите грижи на Рейгън е смъртното наказание. По време на кампанията му той се обявява за твърд поддръжник на смъртната присъда. Неговите опити да приложи законодателството на щата в тази област са спрени от решението на местния Върховен съд, което анулира всички смъртни наказания, издадени преди 1972 г. Това решение бързо е преодоляно чрез промяна на щатската конституция. Въпреки че се обявява на страната на смъртното наказание, той издава две помилвания и едно отлагане на такива присъди. До декември 2005 г. други такива помилвания в Калифорния не са прилагани.
Рейгън се обявява за унищожаване на щатската система на психиатрични клиники, като твърди, че обществените хосписи и лекуване ще заместят насилственото болнично настаняване, което той счита за нарушаване на човешките права.

## Президентските кампании
Първият опит на Рейгън да спечели номинацията на Републиканската партия за президент през 1968 г. е неуспешен. Той прави нов опит през 1976 г. срещу действащия президент Джералд Форд, но пак е победен, макар и с малка разлика.
Кампанията на Рейгън през 1976 г. е повратен момент в политическата му стратегия. По това време Форд се е смятал за представител на „старата гвардия“ в партията. Представянето на Рейгън е забележително, предвид факта, че срещу него се изправя действащият държавен глава. На Конвенцията на Републиканската партия през 1976 г. Рейгън произнася забележителна реч, в която се спира на опасностите от ядрена война и моралната заплаха, идващи от Съветския съюз. След думите му мнозина делегати „чувстваха, че са гласували за неподходящия човек“.
През 1980 г. Рейгън най-накрая печели номинацията и предлага вицепрезидентския пост на Джералд Форд, заедно с комплексна схема за подялба на правомощията. След несполучливи преговори с Форд, Рейгън предлага поста на Джордж Буш. Като противник на Рейгън по време на първичните избори, Буш заявява, че никога няма да бъде вицепрезидент на Рейгън. За разлика от Роналд Рейгън, Джордж Буш-баща е републиканец през целия си живот, ветеран от войните, интернационалист с опит в отношенията с ООН, ЦРУ и Китай. Неговата политическа и икономическа философия е значително по-умерена от тази на Рейгън и често нарича предложенията на неговия опонент „вуду икономика“.
Кампанията на Рейгън, водена от Уилям Кейси, се провежда в сянката на кризата със заложниците в Иран. Някои политически анализатори смятат, че невъзможността Картър да се справи в сложното положение, е основен елемент, допринесъл за загубата му на изборите. Други смятат, че причината за победата на Рейгън е невъзможността на действащия президент да се справи с високата инфлация и безработица, липсата на икономическо благоденствие, кризата на петролния пазар и слабостта на САЩ във военната област. Във връзка с икономиката, Рейгън казва: „Спад – това е, когато вашият съсед загуби работата си. Застой – това е, когато загубите вашата. Възстановяване е, когато Джими Картър загуби своята“.
Замяната на Картър, начело на държавата, е свързана и със спечелване на мнозинство в Сената от Републиканската партия, за първи път от 28 години.
На изборите през 1984 г. Рейгън печели изключително убедителна победа срещу вицепрезидента на Картър – Уолтър Мондейл, като взима мнозинство в 49 от 50 щата и получава 60% от всичките гласове. Шансовете на Мондейл не са големи, особено когато по време на Конгреса на Демократическата партия казва „Г-н Рейгън ще повиши данъците, това ще направя и аз. Той няма да си го признае, но аз го заявявам“. Рейгън приема номинацията на своята партия на Конвента ѝ в Тексас, в обстановка на подобряваща се икономика и на добро представяне на спортистите в Олимпиадата в Лос Анджелис.
Кампанията на Рейгън през 1984 г. остава в историята с един от най-големите гафове на президента, който казва „Скъпи американци, с удоволствие Ви съобщавам, че днес подписах закон, с който Русия се поставя извън закона завинаги. Почваме бомбардировките след пет минути.“ по време на проверка на звуковата техника преди обръщение по радиото. Думите, казани по времето, когато напрежението между САЩ и СССР е най-голямо, оставят у някои впечатлението, че президентът не разбира реалностите на външната политика и международните отношения като цяло. Въпреки слабото представяне на Рейгън по време на първия дебат, то е значително по-успешно по време на втория, след което започва да се радва на убедителна преднина пред Мондейл.

## Президентство

### Вътрешна политика
Рейгън описва себе си като икономически либертарианец, подкрепящ намалението на данъците, по-малкото правителство и дерегулациите, освен това е за „твърда ръка“ срещу престъпността.
Кризата със заложниците в Техеран дава най-сериозния коз за победата на Рейгън над Джими Картър, а изчакалите 444 дни в плен дипломати в мисията на САЩ в Техеран са освободени няколко минути след встъпването в длъжност на Рейгън.
Съществуват твърдения, че решението на кризата е забавено посредством незаконна сделка между правителството на Иран и най-близките съветници на Рейгън, за да се избегне т.нар. „октомврийска изненада“, т.е. освобождаването да стане малко преди изборния ден и така да бъде повлиян резултатът в полза на Картър.
Първата стъпка, която Рейгън предприема като държавен глава, е да отмени контрола върху цените на петрола и така да стимулира развитието на икономиката.
През лятото на 1981 г. президентът уволнява по-голямата част от въздушните диспечери, тъй като започнатата от тях стачка е незаконна. Тъй като профсъюзът на диспечерите е един от двата, които са подкрепили Рейгън по време на изборите, този негов ход е забележителен и дава знак на бизнеса, че може да предприеме по-твърда политика спрямо профсъюзите.
Основен фокус на политиката му по време на първия мандат е съживяването на икономиката, която той заварва в състояние, наречено „стагфлация“ (стагнация, комбинирана с висока инфлация). Администрацията му подкрепя решението на председателя на Федералния резерв Пол Волкър да повиши лихвите. Нобеловият лауреат – икономистът Милтън Фридман – го поздравява за това, че „съзнателно е предизвикал спад, за да спре инфлацията“, а през 2004 г. казва „По мое мнение никой друг президент след Втората световна война не би подкрепил решението на Волкър в тежката ситуация на 1981 – 82 г. Мога да свидетелствам от първа ръка, че Рейгън знаеше какво прави. Той разбираше, че няма друг път за спиране на инфлацията, освен чрез парични ограничения и временен спад. Във всяко едно отношение той стоеше зад своите принципи и имаше поглед върху бъдещето“. Рейгън има за цел прокарването на политика, основана на строга парична дисциплина, със значително намаление на данъците, което да окуражи инвестициите. Макар и програмата му да е осмивана от неговите противници като „вуду икономика“ и „рейгономика“, през 1981 г. той успява да прокара в Конгреса впечатляващи намаления на данъците. По същото време администрацията успява да намали разходите, свързани със социални и здравни плащания, което предизвиква яростни протести сред демократите.
След спада от 1981 – 82 г., в началото на 1983 г. започва рязко подобрение на икономиката. Администрацията на Рейгън твърди, че намалението на данъците е довело до повишаването на заетостта, което от своя страна води до повишаване на приходите от федералните данъци. В началото на 80-те години на ХХ в. тези приходи са 517 милиарда долара, а след промените достигат до 1 трилион долара на година.
Въпреки това, увеличаването на разходите за войската, поради отново поетият курс към Студена война, е една от причините дефицитът да достигне до невиждани от години равнища. Камарата на представителите, където преобладават демократите, се противопоставя на забавянето на увеличението на разходите за социалните програми. За да покрие дефицита, администрацията заема значителни суми от вътрешни и външни заемодатели и така в края на втория мандат на Рейгън националният обществен дълг се увеличава от 26% от БВП (1980 г.) до 41% (1989 г.) – най-високото равнище от 1963 г. дотогава.
По време на президентството на Рейгън инфлацията спада от 13,6% през 1980 г. до 4,1% през 1988 г., икономиката добавя 16 753 000 нови работни места, безработицата намалява от 7,5% до 5,3%, в допълнение нивото на бедните граждани спада от 14% до 12,8 %. Докато критиците на Рейгън твърдят, че икономическата му политика води до задълбочаване на разликата между бедните и богатите, трябва да се отбележи, че по време на двата му мандата се повишават доходите на всички слоеве от населението, включително и тези с най-ниски доходи.
Президентът Рейгън е критикуван от активистите на гей движението, а и от други групи за това, че администрацията му не е направила необходимото и не е предприела достатъчно бързи мерки срещу разпространението на СПИН. Първото официално съобщение за болестта от страна на Белия дом е на 15 октомври 1982 г., когато прес-секретарят на Рейгън Лари Спийкърс, в отговор на репортерски въпрос за „чумата по гейовете“, казва „Аз я нямам, а вие?“, което води до смях. (Бележка: репортерът използва израза „чума по гейовете“, защото ХИВ не е бил идентифициран до 1984 г., а терминът СПИН не е бил известен дотогава). Самият Рейгън разисква проблемите на болестта и участието на правителството за борбата с нея по време на пресконференция през 1985 г.
Въпреки общественото недоволство, администрацията на Рейгън изразходва 5,6 милиарда долара за борба със СПИН и ХИВ. Ресурсите, насочени към изследвания, се увеличават с 450% през 1983 г., 134% през 1984 г., 99% през 1985 г. и с още 148% през 1986 година. През септември 1986 г. Рейгън казва „Към това, което имаме в бюджета за 1986 г., трябва да се добавят и половината милиард долара, които сме предоставили за изследване на СПИН и всичко това към действията, които други медицински групи правят. В бюджета за тази година имаме 100 милиона долара, а за следващата година ще заделим 126 милиона. Така че това е топ приоритет за нас. И да, няма съмнение, че разбираме сериозността на ситуацията и нуждата за намиране на решение“.
Рейгън има и друга роля в проблемите на СПИН. Противоречията, заобикалящи откриването на вируса ХИВ, се засилват, след като американският изследовател Робърт Гало и френският учен Люк Монтание твърдят, че всеки от тях е откривателят. Двамата учени дават на вируса различни имена. Противоречията най-накрая са разрешени чрез договор между Рейгън и френския президент Франсоа Митеран, според който се отдава еднаква заслуга на двамата откриватели и техните помощници. Това е изключително събитие, което пренебрегва научните реалности и за първи път води до разрешаване на спор в биологията на най-високо политическо ниво.
Рейгън прави център на политиката борбата с комунизма и налагането на пазарната икономика, но заема и твърда позиция срещу абортите. Много консерватори твърдят, че Рейгън е президентът с най-силни позиции срещу абортите. Въпреки това, двама от тримата съдии, които той назначава във Върховния съд – Сандра Дей О’Конър и Антъни Кенеди, гласуват за запазването на правото на аборт, прокламирано в решението Роу с/у Уейд.
Въпреки че вторият мандат на Рейгън се свързва преди всичко с външната политика, неговата администрация прокарва значителни законодателни промени в местните регулации. В 1982 г. Рейгън подписва подновяването на Закона за правата на избирателите от 1965 г., за нови 25 години. С удължаването се дава защита на слепите, инвалидите и неграмотните избиратели.
Други значими закони са свързани с промените в Данъчния кодекс, както и в Закона за гражданските свободи от 1988 г., който предоставя компенсации на японците от американски произход, държани в лагер по време на Втората световна война. Рейгън подписва закон, с който се въвежда смъртно наказание за убийство, свързано с трафик на наркотици.

### Външна политика и интервенции
Рейгън предприема курс на сблъсък със Съветския съюз, като рязко изоставя политиката на сближаване, която е водена от неговите предшественици – Ричард Никсън, Джералд Форд и Джими Картър. Той действа при хипотезата, че СССР не може да надмине САЩ по разходи за въоръжаване и това го кара да превърне Студената война в топла от икономическа и идеологическа гледна точка.
Администрацията предприема масирано обновление на армията съгласно идеята „мир чрез сила“. Поставя се нова рамка за отношенията с руснаците, която има за цел спечелването на Студената война посредством три основни момента, изложени в секретна директива. Тя посочва трите фронта за действие: икономически – намаляване на достъпа на Русия до високите технологии чрез разширяване на ограниченията на COCOM, водещо до изтощаване на нейните ресурси, включително и чрез натиск за намаляване на цените на стоките, изнасяни от СССР на световния пазар; военен – повишаване на размера на разходите за отбрана с цел да се даде възможност преговорите да се водят от позицията на силата, а и това да доведе до икономическо изтощаване на Русия; таен – оказване поддръжка на антируските движения из целия свят – от въстаниците в Афганистан до движението Солидарност в Полша, които получават и средства от Джордж Сорос и Ватикана. Рейгън предлага Инициативата за стратегическа отбрана, известна като „Междузвездни войни“, която представлява базиран в околоземна орбита ракетен щит, който се счита от руснаците като нападателна, а не отбранителна инициатива. През октомври 1986 г. Рейгън се среща с Михаил Горбачов в Исландия и съветският лидер остро се противопоставя на ракетния щит. Скоро след това започват революциите в Източна Европа от 1989 г. На 11 март 1990 г. Литва, водена от президента си Витаутас Ландсбергис, се отделя от СССР и обявява своята независимост, като скоро е последвана и от други съветски републики, така до края на 1991 г. СССР официално се разпада. Маргарет Тачър казва „Роналд Рейгън спечели Студената война без нито един изстрел“.
Мнозина анализатори смятат, че рухването на СССР се дължи на значително по-комплексни причини, като някои от тях са: вътрешните противоречия в партията поради настъпилата гласност и преустройство, вътрешната слабост на комунистическата икономическа система и намаляващите цени на суровия петрол, от чийто износ съветската икономика зависи жизнено. Считаното от мнозина за решаващо увеличение от Рейгън на военните разходи с 8% на година, всъщност едва ли оказва очаквания ефект върху Съветите, които да го последват. Съгласно изследванията на ЦРУ увеличението на съветските разходи за отбрана е 1,3% на година от 1975 г. и остава на това ниво за десетилетие; макар и за периода 1985 – 1987 г. да се увеличава почти тройно до 4,5%, то се връща след това на същите нива.
Сред основните европейски съюзници на Рейгън е премиер-министърката на Великобритания Маргарет Тачър, която напълно го подкрепя в политиката му на конфронтация с комунистическия блок.
Поддръжката за антикомунистическите движения в света е основна част от „Доктрината Рейгън“. Следвайки я, администрацията финансира „борците за свобода“ като муджахидините в Афганистан, контрите в Никарагуа, бунтовническите сили на Джонас Савимби в Ангола. Увеличава се финансирането на диктаторските режими в Латинска Америка и често се изказват обвинения в американската намеса в покушението на няколко лидери от този регион. Също така помощ се оказва на антикомунистическите движения в Централна Европа, като Солидарност, а също и заемане на твърда позиция срещу комунистическото управление в Камбоджа. Тайното подпомагане на „контрите“ е причината за избухването на скандала „Иран–пари–контри“, а и за осъдителното решение срещу САЩ по делото „Никарагуа с/у САЩ“.
Администрацията заема твърда позиция срещу терористичното движение в Ливан – Хизбула, което взема за заложници американски граждани и атакува граждански обекти на Израел и Ливан по време на Ливанската война от 1982 г. Подобно е отношението и срещу палестинските терористи в Западния Бряг и Ивицата Газа. Под въпрос обаче се поставя считането от Рейгън на милициите в Салвадор и бунтовниците в Никарагуа за терористи, тези съмнения едва ли трябва да се подкрепят, защото тези групи са използвали типично терористични средства, а също и трафик на наркотици, за да постигнат своите „освободителни“ цели. Категоричността на президента по този въпрос е причината двете страни да не попаднат под комунистическо управление.
Намесата на САЩ в Ливан е причината ООН да наложи изпращането на многонационална мисия. В Ливан се изпращат 800 морски пехотинци, които да помогнат за евакуация. На 16 септември 1982 г. са избити стотици цивилни палестинци в Бейрут, което кара Рейгън да състави нови многонационални сили. Интензивните дипломатически преговори водят до постигането на мирно споразумение между Ливан и Израел. Американските сили се оттеглят малко след взривовете в казармите им от 23 октомври 1983 г., при което са убити 241 морски пехотинци. Рейгън го определя като най-тъжния ден от президентския си мандат.
Комунистически преврат в малкия остров Гренада през 1983 г. кара администрацията да настоява за международен договор за възстановяване на реда, тази цел е постигната с операция „Спешна ярост“.
Първоначално неутрална, администрацията почва да взима все по дейно участие в Ирано-иракската война. Често подпомага и двете страни, но все пак заема позицията на Ирак, тъй като смята лидера му Саддам Хюсеин за по-малка заплаха за стабилността на региона от иранския водач аятолах Рухолах Хомейни. Хенри Кисинджър всъщност изразява най-ясно политиката на страната, когато казва „Твърде жалко, че и двамата не могат за загубят“. Американските страхове са свързани с това, че една победа на Иран може да окуражи ислямските фундаменталисти в арабските държави и така да се стигне до сваляне на светските правителства и западни съюзници в Саудитска Арабия, Йордания и Кувейт. Въпреки първоначалните иракски победи, иранците скоро взимат връх и тяхната победа става все по-близка, това кара Рейгън да организира операция, която да доведе до спирането на оръжейните доставки за Хомейни (при все, че по-късно става ясно, че САЩ също са доставяли оръжие). Администрацията предоставя оръжейна и финансова помощ на иракския режим, както и разрешава доставките на материали за него с възможна двойна употреба, които да се използват за биологически и химически оръжия.
Едновременно с това се извършват тайни продажби на оръжие на Иран, за да се финансират никарагуанските контри. В крайна сметка аферата Иран-Контри се превръща в скандал. Рейгън демонстрира арогантност в отричането на това, че такъв заговор съществува и назначава независим съвет, който да извърши разследванията. Десет служители на рейгъновата администрация по-късно са осъдени, а други са отстранени в резултат на разследването. Министърът на отбраната Каспър Уейнбъргър е обвинен за препятстване на правосъдието, но след това получава амнистия от президента Джордж Буш, няколко дни преди да започне процеса срещу него.

### Великият комуникатор
Рейгън е наречен „Великият комуникатор“ за способността си да изразява идеи и емоции в почти интимен план, дори когато прави официални обръщения. Той развива тези си способности като актьор, водещ на телевизионни и радио предавания на живо, като политик, а когато става президент назначава умел екип от съставители на речи, които му помага при по-ясното изразяване на неговата непосредственост.
Тонът на речите му варира. Той използва силен, дори идеологически натоварен език, когато говори за Съветския съюз и неговата идеология, особено по време на първия му мандат. Но също така може да говори за общозначими идеи и за мисията на САЩ като защитник на свободата. Речта му от 27 октомври 1964 г., озаглавена „Време да се избира“ отново вкарва в употреба израза „рандеву със съдбата“, използван за първи път от Франклин Д. Рузвелт. В останалите си речи, нарича Америка „сияйният град на хълма“, „с голямо сърце, идеалистична, смела, скромна и честна“ страна, чиито хора „имат право на смели мечти“. На 28 януари 1986 г., след експлозията на совалката „Чалънджър“, Рейгън отлага годишното си обръщение „За състоянието на съюза“ и говори пред нацията за трагичния инцидент. Хуморът на президента и особено неговите хапливи реплики е това, което често обезоръжава неговите политически опоненти. Споровете около неговата напредналата му възраст по време на втората му кампания за президент срещу Уолтър Мондейл, го кара да каже „Няма да правя възрастта проблем в тази кампания. Няма да използвам за политически цели, младостта и неопитността на моя опонент“. По време на своята кариера той се шегува: „Политиката не е лоша професия. Ако успееш ще получиш голяма отплата, а ако се опозориш винаги можеш да напишеш книга“.
И опонентите и противниците се съгласяват, че Рейгън притежава „слънчев оптимизъм“, който е посрещнат с облекчение, защото предшественикът му, макар и често да се усмихва, прави впечатление на намусен и сериозен.

### Опитът за покушение
На 30 март 1981 г. Рейгън, прессекретарят му Джеймс Брейди, а и две други лица са простреляни от Джон Хинкли мл. Куршумът пропуска сърцето на президента с не повече от 3 сантиметра и уцелва белия му дроб, което и спасява живота му. „Надявам се, че сте републиканци“, казва той на хирурзите, макар че те не са, но доктор Джиорандо му казва: „Днес всички сме републиканци, г-н президент“.

### Критики
Често се казва, че чарът му дава възможност да каже каквото и да е и то да се приеме от гражданите, независимо дали е истина или не; наричан е тефлоновият президент, защото нищо не може да му остави петно на репутацията. Отказът му да обърне внимание на скандала Иран-Контри води до известната реплика на Каспър Уейнбъргър, министърът на отбраната, която дава характеристика на цялото управление: „Рейгън може да оцелее дори след нарушаване на закона и конституцията, но не и ако силният и решителен президент изпусне възможността да освободи заложниците“. Документите от времето на Рейгън трябваше да станат публични, но със заповед на президента Джордж У. Буш те запазват статута си на класифицирана информация за неопределен период.
САЩ са осъдени от Международния съд за това, че подпомагат тероризма в Никарагуа по времето на Рейгън. Въпреки че решението има обвързваща сила за американската страна, а и Общото събрание на ООН е приело резолюция, в която се настоява за изпълнение на решението, глобата по него все още не е платена.
Има твърдения, че икономическата и данъчна политика на администрацията на Рейгън е увеличила социалното неравенство и е причина за икономическа нестабилност, честа причина за спор е намалението на данъците върху доходите и ограничаването на социалните програми е в полза само на богатата част от населението. Безпрецедентното увеличаване на националния дълг по време на двата му мандата води твърденията, че така се застрашава икономическото здраве на нацията.
Външната политика на Рейгън също е обект на критики, много негови противници изказват обвиненията, че чрез твърденията си, че защитава човешките права в света, Рейгън просто иска да притисне комунистическите страни и социалистическите правителства. Често се сочи, че администрацията оказва подкрепа на много кървави режими в света, които не се ползват с друга поддръжка : Южна Африка по времето на апартейда, хунтата на Аугусто Пиночет в Чили, а също и режима на Сухарто в Индонезия. Специално трябва да се посочи, че по време на втория си мандат Рейгън не защитава и не подкрепя в такава степен апартейда.
Гражданите на Източна Европа често виждат Рейгън в съвсем различна светлина от повечето американци. Той се радва на тяхната подкрепа поради твърдата си реторика срещу комунистическите диктатури в тези страни и безкомпромисното си желание да види тези режими разрушени и отхвърлени от свободните народи, които да поемат по пътя на свободата и икономическото развитие. От друга страна, във Великобритания, въпреки че има твърдата подкрепа на министър-председателката Маргарет Тачър, често е осмиван в пресата като тъп, дори и сенилен.

## Религиозни убеждения
Рейгън е ревностен християнин още от ранно детство и често говори пред християнските общности в страната. Той често е цитиран да казва, че атеистичният възглед на света, проповядван от комунизма, е най-лошата му черта.

## Оттегляне от обществения живот и смърт
На 11 януари 1989 г. Рейгън произнася последното си обръщение към американските граждани, девет дни преди да предаде властта на Джордж Буш. След встъпването в длъжност на новия президент Рейгън се оттегля в своето ранчо, близо до Санта Барбара, Калифорния, за да напише автобиографията си, да язди коне и сече дърва. Впоследствие той се нанася в луксозна къща в Бел Еър, Лос Анджелис. Често се появява на обществени събития по поръка на Републиканската партия, включително и добре посрещнатата му реч на Националния конвент от 1992 г., често се изказва срещу 22-рата поправка, която забранява на президентите да бъдат избирани за повече от два мандата.
През 1994 г. на 83-годишния Рейгън официално е поставена диагнозата болест на Алцхаймер – нелечимо заболяване, което разрушава мозъчните клетки и неизбежно води до смърт. Той информира нацията за състоянието си на 5 ноември същата година чрез собственоръчно написано писмо, в което пак демонстрира така познатия оптимизъм: „Сега започвам пътешествието, което ще ме отведе до залеза на живота ми. Знам, че за Америка винаги ще предстои ярка зора. Благодаря ви, приятели. Бог да ви благословя винаги“. С минаването на годините болестта постепенно разрушава умствените му способности и го кара да търси изолация.
Рейгън умира от пневмония на 5 юни 2004 г. в дома си в Бел Еър, Калифорния, и е погребан в комплекса на президентската му библиотека. Той държи дълго време рекорда за най-дълго живелия президент – 93 години и 120 дни, изместен впоследствие от Джералд Форд, Джордж Буш-старши и Джими Картър, и за най-възрастния американец, избран за президент – на 69 години, до 2017 г., когато е изместен от Доналд Тръмп (на 70) и от Джо Байдън (на 78). На 20 януари 2021 г. Байдън встъпи в длъжност, а президентът Рейгън загуби рекорда на най-възрастен действащ президент на САЩ.